# Ярмолицкий, Артём Николаевич
Артём Никола́евич Ярмоли́цкий (10 апреля 1994, Санкт-Петербург) — российский футболист, защитник.

## Биография
Воспитанник московского «Динамо». За молодёжный состав начал выступать в 2012 году. В сезоне 2013/14 несколько раз попадал в заявку на матчи премьер-лиги, но на поле не выходил. За молодёжную команду провёл 64 матча, забив один мяч. Двукратный победитель молодёжного чемпионата России.
18 августа 2015 года было объявлено, что Ярмолицкий по схеме «2+1» подписал контракт с «Томью». Дебютировал 27 августа 2015 года в матче Кубка России против «Байкала». В первой половине сезона 2015/16 принял участие в четырёх матчах «Томи» в первенстве ФНЛ, после чего зимой на правах аренды до конца сезона перебрался в армянский клуб «Мика». До конца сезона сыграл в четырёх матчах в чемпионате Армении.
Перед сезоном 2017/18 перешёл в тульский «Арсенал», за молодёжную команду которого сыграл 18 матчей. Летом 2018 года перешёл в «Химик» Новомосковск, провёл 25 игр в первенстве ПФЛ.
В составе молодёжной сборной России занял второе место на Кубке Содружества 2014.

## Статистика

### Клубная
| Клуб                 | Сезон            | Лига | Лига | Кубки | Кубки | Еврокубки | Еврокубки | Прочее | Прочее | Итого | Итого |
| Клуб                 | Сезон            | Игры | Голы | Игры  | Голы  | Игры      | Голы      | Игры   | Голы   | Игры  | Голы  |
| -------------------- | ---------------- | ---- | ---- | ----- | ----- | --------- | --------- | ------ | ------ | ----- | ----- |
| Томь                 | 2015/16          | 4    | 0    | 1     | 0     | 0         | 0         | 0      | 0      | 5     | 0     |
| Томь                 | Итого            | 4    | 0    | 1     | 0     | 0         | 0         | 0      | 0      | 5     | 0     |
| Мика                 | 2015/16          | 4    | 0    | 0     | 0     | 0         | 0         | 0      | 0      | 4     | 0     |
| Мика                 | Итого            | 4    | 0    | 0     | 0     | 0         | 0         | 0      | 0      | 4     | 0     |
| Химик (Новомосковск) | 2018/19          | 17   | 0    | 1     | 0     | 0         | 0         | 0      | 0      | 18    | 0     |
| Химик (Новомосковск) | Итого            | 17   | 0    | 1     | 0     | 0         | 0         | 0      | 0      | 18    | 0     |
| Всего за карьеру     | Всего за карьеру | 25   | 0    | 2     | 0     | 0         | 0         | 0      | 0      | 27    | 0     |